# Polynôme de Legendre
Ne doit pas être confondu avec Polynôme associé de Legendre.

Polynômes de Legendre

En mathématiques et en physique théorique, les polynômes de Legendre constituent l'exemple le plus simple d'une suite de polynômes orthogonaux. Ce sont des solutions polynomiales {\displaystyle P_{n}(x)}, sur le segment {\displaystyle [-1,1]}, de l'équation différentielle de Legendre :
{\displaystyle {\frac {\mathrm {d} }{\mathrm {d} x}}\left[(1-x^{2}){\frac {\mathrm {d} }{\mathrm {d} x}}P_{n}(x)\right]+n(n+1)\,P_{n}(x)=0},
dans le cas particulier où le paramètre n est un entier naturel.
De façon équivalente, les polynômes de Legendre sont les fonctions propres de l'endomorphisme de {\displaystyle \mathbb {R} [X]} défini par :
{\displaystyle P\mapsto u(P)={\frac {\mathrm {d} }{\mathrm {d} x}}\left[(1-x^{2}){\frac {\mathrm {d} P}{\mathrm {d} x}}\right]},
pour les valeurs propres {\displaystyle -n(n+1),\ n\in \mathbb {N} }.
Ces polynômes orthogonaux ont de nombreuses applications tant en mathématiques, par exemple pour la décomposition d'une fonction en série de polynômes de Legendre, qu'en calcul numérique des intégrales notamment dans les méthodes de quadrature de Gauss, qu'en physique, où l'équation de Legendre apparaît naturellement lors de la résolution des équations de Laplace ou de Helmholtz en coordonnées sphériques.

## Définitions et propriétés générales

### Définition en tant que solution de l'équation de Legendre
On appelle équation de Legendre l'équation différentielle linéaire homogène d'ordre 2 :
{\displaystyle {\frac {\mathrm {d} }{\mathrm {d} x}}\left[(1-x^{2}){\frac {\mathrm {d} y}{\mathrm {d} x}}\right]+\alpha (\alpha +1)\,y=0},
avec en général {\displaystyle \alpha \in \mathbb {R} }. On trouve les solutions non nulles de cette équation sous forme de séries entières en utilisant la méthode de Frobenius. D'après le théorème de Fuchs, puisque les seuls points singuliers de cette équation sont 1 et –1, le rayon de convergence d'une telle série vaut au moins 1. Si α n'est pas entier, ce rayon est exactement égal à 1 car la série ne peut pas converger à la fois en 1 et en –1.
En revanche, si α est un entier naturel, une (et une seule) de ces séries entières converge sur [–1, 1] et vaut 1 au point 1 (cette solution est alors polynomiale, de degré α et de même parité que cet entier).
On peut donc définir le polynôme de Legendre Pn (pour tout entier naturel n) comme l'unique solution définie en 1 et –1 du problème de Cauchy :
{\displaystyle {\frac {\textrm {d}}{{\textrm {d}}x}}\left[(1-x^{2}){\frac {{\textrm {d}}P_{n}(x)}{{\textrm {d}}x}}\right]+n(n+1)\,P_{n}(x)=0,\qquad P_{n}(1)=1.}

### Définition en tant que fonctions propres d'un endomorphisme
De façon plus abstraite, il est possible de définir les polynômes de Legendre Pn comme les fonctions propres pour les valeurs propres –n(n+ 1), avec n entier, de l'endomorphisme défini sur {\displaystyle \mathbb {R} [X]}:
{\displaystyle P\in \mathbb {R} [X]\mapsto u(P)={\frac {\textrm {d}}{{\textrm {d}}x}}\left[(1-x^{2}){\frac {{\textrm {d}}P}{{\textrm {d}}x}}\right]}.
Cette définition plus abstraite est intéressante notamment pour démontrer les propriétés d'orthogonalité des polynômes de Legendre (voir infra).

### Fonction génératrice
On peut aussi définir cette suite de polynômes par sa série génératrice :
{\displaystyle {\frac {1}{\sqrt {1-2xz+z^{2}}}}=\sum _{n=0}^{\infty }P_{n}(x)\,z^{n}}.
Cette expression intervient notamment en physique, par exemple dans le développement à grande distance du potentiel électrostatique ou gravitationnel (développement multipolaire).
Si l'on considère qu'en général z est complexe, le calcul des coefficients de la série de Laurent donne alors :
{\displaystyle P_{n}(x)={\frac {1}{2\pi i}}\oint (1-2xz+z^{2})^{-1/2}\,z^{-n-1}\,\mathrm {d} z}
où le contour entoure l'origine et est pris dans le sens trigonométrique.
Il est possible de définir les polynômes de Legendre par cette fonction génératrice, comme les coefficients de l'expansion.

## Autres définitions

### Formule de récurrence deBonnet
Cette formule permet rapidement d'obtenir l'expression du polynôme de Legendre d'ordre (n + 1) à partir de ceux d'ordres n et (n – 1).  
Pour tout entier n ≥ 1 :
{\displaystyle (n+1)\,P_{n+1}(x)=(2n+1)\,x\,P_{n}(x)-n\,P_{n-1}(x)}
avec P0(x) = 1 et P1(x) = x. Elle se démontre facilement à partir de la fonction génératrice.

### Une autre formule de récurrence
Cette formule permet d'obtenir l'expression du polynôme de Legendre d'ordre (n+1) 
à partir de celui  d'ordre n.
Pour tout entier n , on a :
{\displaystyle P_{n+1}(x)=(x^{2}-1){\frac {P'_{n}(x)}{n+1}}+xP_{n}(x)}

### Orthogonalité
Les polynômes de Legendre sont aussi caractérisés — à normalisation près par la condition Pn(1) = 1 — par le fait que Pn est de degré n et pour tous entiers distincts m, n,
{\displaystyle \int _{-1}^{1}P_{m}(x)P_{n}(x)\,\mathrm {d} x=0}.
Autrement dit, les polynômes de Legendre sont deux à deux orthogonaux par rapport au produit scalaire {\displaystyle \langle \cdot ,\cdot \rangle } défini sur {\displaystyle \mathbb {R} [X]} par la relation :
{\displaystyle \langle f,g\rangle =\int _{-1}^{1}f(x)g(x)\,\mathrm {d} x}.

### Formule de Rodrigues
Le polynôme Pn(x) peut également être défini par la formule de Rodrigues :
{\displaystyle P_{n}(x)=\left({\frac {1}{2^{n}n!}}\right){\frac {\mathrm {d} ^{n}}{\mathrm {d} x^{n}}}\!\left[(x^{2}-1)^{n}\right]}.
On déduit cette égalité de la caractérisation précédente, en vérifiant d'une part (par intégrations par parties répétées) que {\displaystyle {\frac {\mathrm {d} ^{n}}{\mathrm {d} x^{n}}}\!\left[(x^{2}-1)^{n}\right]} est orthogonal à {\displaystyle \mathbb {R} _{n-1}[X]}, et d'autre part (par la règle de Leibniz) que la valeur en {\displaystyle x=1} de {\displaystyle {\frac {\mathrm {d} ^{n}}{\mathrm {d} x^{n}}}\!\left[(x-1)^{n}(x+1)^{n}\right]} est {\displaystyle 2^{n}n!\,}.

### Définitions sous forme de somme
On définit ce polynôme de deux façons sous forme de somme :
{\displaystyle P_{n}(x)={\frac {1}{2^{n}}}\sum _{k=0}^{E(n/2)}(-1)^{k}{\binom {n}{k}}{\binom {2n-2k}{n}}x^{n-2k}}
(on en déduit {\displaystyle P_{2n}(0)={\frac {1}{2^{2n}}}(-1)^{n}{\binom {2n}{n}}\,})
{\displaystyle P_{n}(x)={\frac {1}{2^{n}}}\sum _{k=0}^{n}{\binom {n}{k}}^{2}(x-1)^{n-k}(x+1)^{k}}
où on a utilisé :
{\displaystyle {\binom {n}{k}}={\frac {n!}{(n-k)!k!}}}

## Quelques polynômes

Les 20 premiers polynômes de Legendre

Les onze premiers polynômes sont : 
- {\displaystyle P_{0}(x)=1\,}
- {\displaystyle P_{1}(x)=x\,}
- {\displaystyle P_{2}(x)={\frac {1}{2}}(3x^{2}-1)\,}
- {\displaystyle P_{3}(x)={\frac {1}{2}}(5x^{3}-3x)\,}
- {\displaystyle P_{4}(x)={\frac {1}{8}}(35x^{4}-30x^{2}+3)\,}
- {\displaystyle P_{5}(x)={\frac {1}{8}}(63x^{5}-70x^{3}+15x)\,}
- {\displaystyle P_{6}(x)={\frac {1}{16}}(231x^{6}-315x^{4}+105x^{2}-5)\,}
- {\displaystyle P_{7}(x)={\frac {1}{16}}(429x^{7}-693x^{5}+315x^{3}-35x)\,}
- {\displaystyle P_{8}(x)={\frac {1}{128}}(6435x^{8}-12012x^{6}+6930x^{4}-1260x^{2}+35)\,}
- {\displaystyle P_{9}(x)={\frac {1}{128}}(12155x^{9}-25740x^{7}+18018x^{5}-4620x^{3}+315x)\,}
- {\displaystyle P_{10}(x)={\frac {1}{256}}(46189x^{10}-109395x^{8}+90090x^{6}-30030x^{4}+3465x^{2}-63)\,}

## Propriétés

### Degré
Le polynôme Pn est de degré n.

### Coefficient dominant
Le coefficient dominant de Pn est {\displaystyle {\frac {(2n)!}{2^{n}(n!)^{2}}}}.

### Base
Pour tout entier naturel N, la famille {\displaystyle (P_{n})_{0\leq n\leq N}} étant une famille de polynômes à degrés étagés, elle est une base de l'espace vectoriel {\displaystyle \mathbb {R} _{N}[X]}.

### Parité
Le polynôme Pn a même parité que l'entier n. On peut exprimer cette propriété par :
{\displaystyle P_{n}(-X)=(-1)^{n}P_{n}(X)}
(en particulier, {\displaystyle P_{n}(-1)=(-1)^{n}} et {\displaystyle P_{2n+1}(0)=0}).

### Norme
Le carré de la norme, dans L2([–1, 1]), est
{\displaystyle \|P_{n}\|^{2}={\frac {2}{2n+1}}.}

### Scindé à racines simples
Pour tout entier n ≥ 1, le polynôme Pn est scindé à racines simples, toutes ses racines appartenant à l'intervalle ]–1, 1[ (c'est une propriété générale des suites de polynômes orthogonaux, qui se déduit classiquement de la définition ci-dessus par orthogonalité et degré).

### Théorème d'addition
Si 0 ≤ ψ1 < π, 0 ≤ ψ2 < π, ψ1 + ψ1 < π et ϕ un réel quelconque, alors
{\displaystyle P_{k}(\cos \psi _{1}\cos \psi _{2}+\sin \psi _{1}\sin \psi _{2}\cos \phi )=P_{k}(\cos \psi _{1})P_{k}(\cos \psi _{2})+2\sum \limits _{m=1}^{\infty }(-1)^{m}P_{k}^{-m}(\cos \psi _{1})P_{k}^{m}(\cos \psi _{2})\cos m\phi ,}
ce qui est équivalent à
{\displaystyle P_{k}(\cos \psi _{1}\cos \psi _{2}+\sin \psi _{1}\sin \psi _{2}\cos \phi )=P_{k}(\cos \psi _{1})P_{k}(\cos \psi _{2})+2\sum \limits _{m=1}^{\infty }{\frac {\Gamma (k-m+1)}{\Gamma (k+m+1)}}P_{k}^{m}(\cos \psi _{1})P_{k}^{m}(\cos \psi _{2})\cos m\phi .}
On a aussi
{\displaystyle Q_{k}(\cos \psi _{1}\cos \psi _{2}+\sin \psi _{1}\sin \psi _{2}\cos \phi )=P_{k}(\cos \psi _{1})Q_{k}(\cos \psi _{2})+2\sum \limits _{m=1}^{\infty }(-1)^{m}P_{k}^{-m}(\cos \psi _{1})Q_{k}^{m}(\cos \psi _{2})\cos m\phi }
sous l'hypothèse que 0 ≤ ψ1 < ψ2.

### Lien avec l'équation de Laplace
L'équation différentielle qui définit les polynômes de Legendre est naturellement liée à l'équation de Laplace Δf = 0, écrite en coordonnées sphériques, qui intervient notamment en électrostatique. En effet, lors de la recherche d'une solution ne dépendant pas de l'angle d’azimut φ sous la forme d'un produit f(r,θ) = A(r)B(θ) de deux fonctions d'une seule variable, l'équation vérifiée par B ainsi obtenue est de la forme :
{\displaystyle \left({\frac {1}{\sin \theta }}\right){\frac {\mathrm {d} }{\mathrm {d} \theta }}\left(\sin \theta \,{\frac {\mathrm {d} B}{\mathrm {d} \theta }}\right)+n(n+1)\,B=0},
où n(n + 1) est la constante de séparation. Le changement de variable x = cos θ permet de vérifier que B suit l'équation de Legendre. Les seules solutions physiquement acceptables, c'est-à-dire qui ne divergent pas pour x → ±1 sont alors celles pour lesquelles n est entier, donc les polynômes de Legendre.

## Décomposition en série de polynômes de Legendre

### Décomposition d'une fonction holomorphe
Toute fonction f, holomorphe à l'intérieur d'une ellipse de foyers -1 et +1, peut s'écrire sous la forme d'une série qui converge uniformément sur tout compact à l'intérieur de l'ellipse :
avec {\displaystyle \forall n\in \mathbb {N} ,\lambda _{n}\in \mathbb {C} .}

### Décomposition d'une fonction lipschitzienne
On note {\displaystyle {\tilde {P_{n}}}} le quotient du polynôme Pn par sa norme.
Soit f une application continue sur [–1, 1]. Pour tout entier naturel n, on pose
{\displaystyle c_{n}(f)=\int _{-1}^{1}f(x){\tilde {P}}_{n}(x)\,\mathrm {d} x,}
Alors la suite (cn(f)) est de carré sommable, et permet d'expliciter le projeté orthogonal de f sur {\displaystyle \mathbb {R} _{n}[X]} :
{\displaystyle S_{n}f=\sum _{k=0}^{n}c_{k}(f){\tilde {P}}_{k}.}
On a de plus :
1. {\displaystyle \forall x\in [-1,1],\;S_{n}f(x)=\int _{-1}^{1}K_{n}(x,\;y)f(y)\,\mathrm {d} y}, avec le noyau {\displaystyle K_{n}(x,\;y)={\frac {n+1}{2}}{\frac {{\tilde {P}}_{n+1}(x){\tilde {P}}_{n}(y)-{\tilde {P}}_{n+1}(y){\tilde {P}}_{n}(x)}{x-y}}\ ;}
2. {\displaystyle S_{n}f(x)-f(x)=\int _{-1}^{1}K_{n}(x,\;y)(f(y)-f(x))\,\mathrm {d} y.}

Supposons de plus que f est une fonction lipschitzienne. On a alors la propriété supplémentaire :[réf. souhaitée]
{\displaystyle \forall x\in ]-1,1[,\;\lim _{n\to \infty }S_{n}f(x)=f(x).}
Autrement dit, l'égalité
est vraie non seulement au sens L2 mais au sens de la convergence simple sur ]–1, 1[.

### Intégration numérique d'une fonction
Afin de calculer numériquement l'intégrale d'une fonction sur l'intervalle [–1, 1], l'une des méthodes les plus populaires est la méthode de quadrature de Gauss-Legendre fondée sur les propriétés des polynômes de Legendre. Elle prend la forme :
{\displaystyle \int _{-1}^{1}f(x)\,\mathrm {d} x\approx \sum _{i=1}^{n}w_{i}f(x_{i})}
avec :
- {\displaystyle (x_{i})_{i\leq n}} l'ensemble des zéros du polynôme de Legendre Pn ;
- {\displaystyle (w_{i})_{i\leq n}} les poids respectifs : {\displaystyle w_{i}={\frac {-2}{(n+1)P'_{n}(x_{i})P_{n+1}(x_{i})}}={\frac {2}{(1-x_{i}^{2})P'_{n}(x_{i})^{2}}}}.

En particulier, la formule à l'ordre n est exacte pour toute fonction polynomiale de degré 2n – 1.

## Applications en physique
Les polynômes de Legendre, tout comme ceux d'Hermite ou de Laguerre, apparaissent dans diverses branches de la physique ou du calcul numérique car ils permettent le calcul d'intégrales définies sans qu'il soit nécessaire de les évaluer analytiquement, à condition toutefois que par un changement de variable adéquat, on se place dans l'intervalle d'intégration [−1, 1].
Les polynômes de Legendre permettent de développer en série les fonctions du type (cette formule se déduit directement de la fonction génératrice) :
{\displaystyle {\frac {1}{\left|\mathbf {r} -\mathbf {r} ^{\prime }\right|}}={\frac {1}{\sqrt {r^{2}+r^{\prime 2}-2rr'\cos \gamma }}}=\sum _{\ell =0}^{\infty }{\frac {r^{\prime \ell }}{r^{\ell +1}}}P_{\ell }(\cos \gamma ),{\text{ avec }}r>r'}
où {\displaystyle r} et {\displaystyle r'} sont les normes des vecteurs {\displaystyle \mathbf {r} } et {\displaystyle \mathbf {r} ^{\prime }}, respectivement, et {\displaystyle \gamma } est l'angle entre ceux-ci. Un tel développement est utilisé par exemple dans l'étude du dipôle électrique ou de façon plus générale dans l'expression du champ électrique ou gravitationnel à grande distance d'une distribution continue de charge ou de masse (développement multipolaire).
Les polynômes de Legendre apparaissent également dans la résolution de l'équation de Laplace en électrostatique,{\displaystyle \Delta \Phi (\mathbf {r} )=0}, pour le potentiel électrique {\displaystyle \Phi } dans une région de l'espace vide de charges (en coordonnées sphériques) dans le cas d'un problème présentant une symétrie axiale (le potentiel {\displaystyle \Phi } est alors indépendant de l'angle azimutal {\displaystyle \varphi }), procédant par la méthode de séparation des variables. La solution de l'équation de Laplace se met alors sous la forme :
{\displaystyle \Phi (r,\theta )=\sum _{\ell =0}^{\infty }\left[A_{\ell }r^{\ell }+B_{\ell }r^{-(\ell +1)}\right]P_{\ell }(\cos \theta ).}